# 相模ひな
相模 ひな（さがみ ひな）は、日本の漫画家。主にレディースコミック雑誌で活動している。

## 概要
若い男女の恋模様をユーモアを織り交ぜながら描いている。2000年代初頭にはティーンズラブの作品を描いていた。

## 主要作品
- ステップ・UP
- まるごと愛して

他

### 単行本
- ステップ・UP （光彩書房 (2001/11) ISBN 978-4877751289）
- まるごと愛して （光彩書房 (2002/7/25) ISBN 978-4877751807）
- ケンカするのも恋のうち （笠倉出版社 (2004/6/18) ISBN 978-4773045048）
- あたしの王子様 （笠倉出版社 (2005/4/19) ISBN 978-4773095371）
- ガマンできない!? （笠倉出版社 (2006/3/17) ISBN 978-4773095739）
- 恋しい体温 （笠倉出版社 (2007/3/16) ISBN 978-4773096040）
- ないしょのロマンス（笠倉出版社 (2008/2/16) ISBN 978-4773096491）
- 失恋で恋が始まる!? （笠倉出版社 (2009/4/16) ISBN 978-4773096910）